# Filmografia della Independent Moving Pictures
Di seguito sono elencati i film prodotti dalla Independent Moving Pictures (IMP) tra il 1909 e il 1917.
I titoli dei film sono stati desunti dalla Filmografia su IMDb .

I nomi dei registi sono ripresi dalle rispettive schede (nel caso di un film senza regista, la ragione è che il suo nome non viene riportato nella scheda IMDb)
1909 - 1910 - 1911 - 1912 - 1913 - 1914 - 1915 - 1916 - 1917 - Distribuzione -

## 1909
- Hiawatha, regia di William V. Ranous 1909
- Love's Stratagem, regia di Harry Solter (1909)
- Destiny (1909)
- The Forest Ranger's Daughter, regia di Harry Solter (1909)
- The Brave (?) Policeman
- Out with it Rogue (1909)
- Levitsky Sees the Parade (1909)
- Her Generous Way, regia di Harry Solter (1909)
- His Last Game (1909)
- The Two Sons (1909)
- Lest We Forget, regia di Harry Solter (1909)
- The Awakening of Bess, regia di Harry Solter (1909)

## 1910
- The Winning Punch, regia di Harry Solter – cortometraggio (1910)
- The Right of Love, regia di Harry Solter – cortometraggio (1910)
- The Tide of Fortune, regia di Harry Solter – cortometraggio (1910)
- Never Again, regia di Harry Solter – cortometraggio (1910)
- A Rose of the Philippines – cortometraggio (1910)
- The Coquette's Suitors, regia di Harry Solter (1910) – cortometraggio
- Sports in the Snow – cortometraggio, documentario (1910)
- Justice in the Far North, regia di Harry Solter – cortometraggio (1910)
- The Blind Man's Tact, regia di Harry Solter – cortometraggio (1910)
- Brown's Gouty Foot – cortometraggio (1910)
- Jane and the Stranger, regia di Harry Solter – cortometraggio (1910)
- The Death of Minnehaha – cortometraggio (1910)
- The Governor's Pardon, regia di Harry Solter – cortometraggio (1910)
- Stung! – cortometraggio (1910)
- The New Minister, regia di Harry Solter – cortometraggio (1910)
- Mother Love, regia di Harry Solter – cortometraggio (1910)
- The Devotion of Women – cortometraggio (1910)
- The Broken Oath, regia di Harry Solter – cortometraggio (1910)
- The Time-Lock Safe, regia di Harry Solter – cortometraggio (1910)
- His Sick Friend, regia di Harry Solter – cortometraggio (1910)
- The Stage Note, regia di Harry Solter – cortometraggio (1910)
- Stunts on Skates (1910)
- Transfusion, regia di Harry Solter – cortometraggio (1910)
- Hard Cash (1910)
- The Miser's Daughter, regia di Harry Solter – cortometraggio (1910)
- His Second Wife, regia di Harry Solter – cortometraggio (1910)
- The Rosary, regia di Harry Solter – cortometraggio (1910)
- The Ace of Hearts (1910)
- In Africa
- In War Time
- The Maelstrom, regia di Harry Solter – cortometraggio (1910)
- The Power of a Smile (1910)
- The New Shawl, regia di Harry Solter – cortometraggio (1910)
- Two Men, regia di Harry Solter – cortometraggio (1910)
- Aunt Maria's Substitute (1910)
- A Rural Romeo (1910)
- The Turn of the Dice (1910)
- The Doctor's Perfidy, regia di Harry Solter – cortometraggio (1910)
- Fruit and Flowers, regia di Harry Solter – cortometraggio (1910)
- The Eternal Triangle, regia di Harry Solter – cortometraggio (1910)
- A New Excuse
- The Nichols on Vacation, regia di Harry Solter – cortometraggio (1910)
- A Reno Romance, regia di Harry Solter – cortometraggio (1910)
- A Bachelor's Love
- A Discontented Woman, regia di Harry Solter – cortometraggio (1910)
- The Way to Win
- A Policeman's Son
- In the Mesh of the Net
- A Self-Made Hero, regia di Harry Solter – cortometraggio (1910)
- The Brothers' Feud
- The Funeral of King Edward
- A Game for Two, regia di Harry Solter – cortometraggio (1910)
- The Fallen Idol (1910)
- The Call of the Circus, regia di Harry Solter – cortometraggio (1910)
- Old Heads and Young Hearts, regia di Harry Solter – cortometraggio (1910)
- The Saloon Next Door
- Summertime (1910)
- The Mistake, regia di Harry Solter – cortometraggio (1910)
- Two Maids
- Bear Ye One Another's Burdens, regia di Harry Solter – cortometraggio (1910)
- The Irony of Fate, regia di Harry Solter – cortometraggio (1910)
- Yankeeanna
- Once Upon a Time, regia di Harry Solter – cortometraggio (1910)
- The Hoodoo Alarm Clock
- Among the Roses, regia di Harry Solter – cortometraggio (1910)
- The Senator's Double, regia di Harry Solter – cortometraggio (1910)
- The Taming of Jane, regia di Harry Solter – cortometraggio (1910)
- For the Sunday Edition – cortometraggio (1910)
- The Widow, regia di Harry Solter – cortometraggio (1910)
- The Right Girl, regia di Harry Solter – cortometraggio (1910)
- You Saved My Life
- A Sister's Sacrifice
- The Two Daughters
- Dixie (1910)
- Debt, regia di Harry Solter – cortometraggio (1910)
- The New Butler (1910)
- Pressed Roses, regia di Harry Solter – cortometraggio (1910)
- Annie (1910)
- All the World's a Stage, regia di Harry Solter – cortometraggio (1910)
- The Deciding Vote
- Jes' Plain Dog
- A Game of Hearts, regia di Harry Solter – cortometraggio (1910)
- The Garden of Fate – cortometraggio (1910)
- Mother and Child (1910)
- The Fur Coat (1910)
- The Count of Montebello, regia di Harry Solter (1910)
- The Hobble Skirt – cortometraggio (1910)
- Mendelssohn's Spring Song – cortometraggio (1910)
- The Idol's Eye
- Willie (1910)
- Keeping His Word
- The Model's Redemption
- The Double – cortometraggio (1910)
- Fortune's Wheel
- Their Day of Thanks
- The Country Boarder
- The Revolving Doors
- A Child's Judgment
- The Aspirations of Gerald and Percy – cortometraggio (1910)
- 'Twixt Loyalty and Love
- Faithful Max – cortometraggio (1910)
- A Clever Ruse – cortometraggio (1910)
- The Poor Student – cortometraggio (1910)
- The Crippled Teddy Bear – cortometraggio (1910)
- The Romance of Count de Beaufort
- Little Nell's Tobacco, regia di Thomas H. Ince – cortometraggio (1910)
- The Unexpected Honeymoon – cortometraggio (1910)
- Unreasonable Jealousy – cortometraggio (1910)

## 1911
- Science – cortometraggio (1911)
- Margharita – cortometraggio (1911)
- How Mary Fixed It – cortometraggio (1911)
- The Wise Druggist (1911)
- Reunited (1911)
- Their First Misunderstanding, regia di Thomas H. Ince, George Loane Tucker (1911)
- The Empty Shell, regia di Thomas H. Ince (1911)
- Melody (1911)
- The Reverend Goodleigh's Courtship
- His First Patient
- The Dream, regia di Thomas H. Ince, George Loane Tucker (1911)
- Phone 1707 Chester, regia di Joseph W. Smiley (1911)
- Maid or Man, regia di Thomas H. Ince (1911)
- The Mix-Up (1911)
- An Imaginary Elopement (1911)
- At the Duke's Command, regia di Thomas H. Ince (1911)
- When the Cat's Away, regia di Thomas H. Ince (1911)
- The Mirror, regia di Thomas H. Ince (1911)
- Her Darkest Hour, regia di Thomas H. Ince (1911)
- The Convert, regia di Thomas H. Ince (1911)
- Pictureland (1911)
- Artful Kate, regia di Thomas H. Ince (1911)
- A Manly Man, regia di Thomas H. Ince (1911)
- The Dynamiters (1911)
- Army Manoeuvres in Cuba (1911)
- Tracked, regia di Thomas H. Ince (1911)
- The Message in the Bottle, regia di Thomas H. Ince (1911)
- The Secret of the Palm, regia di Joseph W. Smiley (1911)
- The Fisher-Maid, regia di Thomas H. Ince (1911)
- In Old Madrid, regia di Thomas H. Ince (1911)
- The Penniless Prince, regia di Thomas H. Ince (1911)
- Sweet Memories, regia di Thomas H. Ince (1911)
- So Shall Ye Reap (1911)
- The Lover's Signal, regia di Joseph W. Smiley (1911)
- The Image of Fate (1911)
- A Good Cigar (1911)
- A Faithless Man (1911)
- The Storm (1911)
- The Stampede, regia di Thomas H. Ince (1911)
- The Hero (1911)
- Resignation (1911)
- Where There's Life, There's Hope, regia di Joseph W. Smiley (1911)
- As a Boy Dreams, regia di Thomas H. Ince (1911)
- The Scarlet Letter, regia di Joseph W. Smiley, George Loane Tucker (1911)
- Second Sight, regia di Thomas H. Ince, Joseph W. Smiley (1911)
- The Temptress, regia di Joseph W. Smiley (1911)
- The Fair Dentist, regia di Thomas H. Ince (1911)
- Four Lives (1911)
- For Her Brother's Sake, regia di Thomas H. Ince (1911)
- The Master and the Man, regia di Thomas H. Ince (1911)
- The Lighthouse Keeper, regia di Thomas H. Ince (1911)
- The Forged Dispatch, regia di Thomas H. Ince (1911)
- The Minor Chord, regia di Joseph W. Smiley (1911)
- Three of a Kind (1911)
- The Last Appeal, regia di Thomas H. Ince (1911)
- The Grind (1911)
- The Chicago Stockyards Fire
- Back to the Soil, regia di Thomas H. Ince (1911)
- Behind the Stockade, regia di Thomas H. Ince, George Loane Tucker
- The Piece of String, regia di Joseph W. Smiley (1911)
- All for a Big Order (1911)
- The Fortunes of War, regia di Thomas H. Ince (1911)
- Love Is Best (1911)
- The Little Leader (1911)
- In the Sultan's Garden, regia di William H. Clifford, Thomas H. Ince (1911)
- For the Queen's Honor, regia di Thomas H. Ince (1911)
- A Gasoline Engagement, regia di Thomas H. Ince (1911)
- At a Quarter of Two, regia di Thomas H. Ince (1911)
- The Class Reunion (1911)
- Just for Her (1911)
- Won by a Foot (1911)
- The Lineman (1911)
- The Skating Bug, regia di Thomas H. Ince (1911)
- The Bi-Centennial Celebration at Mobile, Ala. (1911)
- The Call of the Song, regia di Thomas H. Ince (1911)
- The Old Peddler (1911)
- Dorothy's Family (1911)
- A Boy's Best Friend (1911)
- Behind the Times, regia di Thomas H. Ince (1911)
- The Battle of the Wills (1911)
- Love in a Tepee (1911)
- Hot Springs, Arkansas (1911)
- His Royal Highness (1911)
- The Toss of a Coin, regia di Thomas H. Ince (1911)
- The Haunted House, regia di William F. Haddock (1911)
- Duty, regia di Thomas H. Ince (1911)
- By the House That Jack Built, regia di Thomas H. Ince (1911)
- The Brothers, regia di Joseph W. Smiley (1911)
- The Great Charleston Hurricane Flood (1911)
- The Bicycle Bug's Dream (1911)
- By Registered Mail (1911)
- Through the Dells of the Wisconsin in a Motor Boat (1911)
- The Co-Ed Professor (1911)
- 'Tween Two Loves, regia di Thomas H. Ince (1911)
- The Rose's Story, regia di Joseph W. Smiley, George Loane Tucker (1911)
- Through the Air, regia di Thomas H. Ince (1911)
- The Sentinel Asleep, regia di Thomas H. Ince (1911)
- The Last G.A.R. Parade at Rochester, N.Y. (1911)
- Dangerous Lines, regia di George Loane Tucker (1911)
- The Better Way, regia di Thomas H. Ince (1911)
- Uncle Pete's Ruse (1911)
- The Aggressor, regia di Thomas H. Ince, George Loane Tucker (1911)
- A Biting Business, regia di Thomas H. Ince (1911)
- The Waif (1911)
- His Dress Shirt, regia di Thomas H. Ince (1911)
- A Few Minutes with Steeple-Jack Lindholm (1911)
- King, the Detective (1911)
- Waiting at the Church (1911)
- The Wife's Awakening (1911)
- The Fallin' Out (1911)
- Breaking the Seventh Commandment (1911)
- From the Bottom of the Sea (1911)
- Executive Clemency (1911)
- Uncle's Visit, regia di Thomas H. Ince (1911)
- Over the Hills, regia di Joseph W. Smiley, George Loane Tucker (1911)
- President Taft Dedicating the Naval Training Station at Chicago, Il. (1911)
- Percy, the Masher (1911)
- The Dumb Messenger (1911)
- Tony and the Stork, regia di Thomas H. Ince (1911)
- Her Birthday (1911)
- Columbia Interscholastic Chase (1911)
- Why the Check Was Good (1911)
- The Little Stocking (1911)
- The Bungalow Burglars
- Billy's Séance (1911)
- The Girl and the Half-Back (1911)
- Chinese War Cruiser 'Hai-Chi' (1911)
- The Professor (1911)
- Niagara Falls Celebration (1911)
- A Pair of Gloves (1911)
- On the Stroke of Three (1911)
- The Portrait, regia di Thomas H. Ince, George Loane Tucker (1911)
- Broke (1911)
- A Lesson to Husbands (1911)

## 1912
- His New Wife (1912)
- The Trinity, regia di Thomas H. Ince (1912)
- Playing the Game (1912)
- Back to His Old Home Town (1912)
- The Winning Miss (1912)
- In the Northern Woods (1912)
- How She Married (1912)
- Cotton Industry (1912)
- The Deserted Shaft (1912)
- The Dawn of Conscience (1912)
- After Many Years (1912)
- The Flag of Distress, regia di Hayward Mack (1912)
- I Wish I Had a Girl (1912)
- Building the Greatest Dam in the World (1912)
- The Worth of a Man, regia di J. Farrell MacDonald (1912)
- All a Mistake, regia di Francis J. Grandon (1912)
- A Day on a Buffalo Ranch (1912)
- The Kid and the Sleuth, regia di Thomas H. Ince (1912)
- The Power of Conscience, regia di King Baggot, William Robert Daly (1912)
- O'Brien's Busy Day, regia di Otis Turner (1912)
- Brown Moves into Town, regia di Pierce Kingsley (1912)
- The Helping Hand (1912)
- Mrs. Matthews, Dressmaker (1912)
- Who Wears Them? (1912)
- The Tea Industry in the United States (1912)
- Reflections from the Firelight (1912)
- Through the Flames, regia di Thomas H. Ince (1912)
- The Tables Turned, regia di Thomas H. Ince (1912)
- Pushmobile Race in Savannah
- A Modern Highwayman, regia di Otis Turner (1912)
- The Lie, regia di King Baggot, William Robert Daly (1912)
- The Broken Lease, regia di F.S. Walsh (1912)
- Ice Boating on the Shrewsbury River, N.J. (1912)
- The Immigrant's Violin, regia di Otis Turner (1912)
- The Rose of California, regia di Francis J. Grandon (1912)
- The Right Clue, regia di Otis Turner (1912)
- Beat at His Own Game, regia di Henry Lehrman (1912)
- Far from the Beaten Track, regia di Otis Turner (1912)
- The Call of the Drum, regia di Francis J. Grandon (1912)
- The Home Strike-Breakers, regia di William Robert Daly (1912)
- Rhoda Royal's Trained Horses (1912)
- A Timely Repentance, regia di William H. Clifford (1912)
- Shamus O'Brien, regia di Otis Turner (1912)
- Percy Learns to Waltz, regia di William Robert Daly (1912)
- Daring Feats on a Cavalry Horse (1912)
- The Man from the West, regia di Otis Turner (1912)
- Better Than Gold, regia di Otis Turner (1912)
- The Tankville Constable, regia di Francis J. Grandon (1912)
- Classical Dances by Countess Thamara de Swirsky (1912)
- The Romance of an Old Maid, regia di Otis Turner (1912)
- Tempted But True, regia di Otis Turner (1912)
- The Baby, regia di Francis J. Grandon (1912)
- Squnk City Fire Company, regia di Francis J. Grandon (1912)
- Where Paths Meet, regia di Edward LeSaint (1912)
- The Dove and the Serpent, regia di Francis J. Grandon (1912)
- The Chef's Downfall (1912)
- A Change of Stripes (1912)
- Cupid Got Away (1912)
- The Section Foreman (1912)
- Bradhurst Field Club Four-Mile Run (1912)
- False to Both (1912)
- Mr. Smith, Barber (1912)
- A Leap for Love (1912)
- Rescued by Wireless (1912)
- The Lonesome Miss Wiggs, regia di William Robert Daly (1912)
- Scenic Wonders of Yellowstone Park (1912)
- A Millionaire for a Day, regia di William Robert Daly (1912)
- The Loan Shark, regia di Otis Turner (1912)
- U.S. Artillery Maneuvers (1912)
- A Piece of Ambergris, regia di William Robert Daly (1912)
- The Lure of the Picture, regia di Otis Turner (1912)
- All for Her, regia di Herbert Brenon (1912)
- Breach of Promise, regia di William Robert Daly (1912)
- A Melodrama of Yesterday, regia di Francis J. Grandon (1912)
- On the Shore, regia di Francis J. Grandon (1912)
- The Land of Promise, regia di E.J. Le Saint (1912)
- The Staff of Age (1912)
- Let Willie Do It (1912)
- Jim's Atonement, regia di Edward LeSaint (1912)
- Lady Audley's Secret, regia di Herbert Brenon, Otis Turner (1912)
- Henpecked Ike, regia di Edward LeSaint (1912)
- English Hunting Scenes (1912)
- A Cave Man Wooing, regia di Otis Turner (1912)
- The Clown's Triumph, regia di Herbert Brenon (1912)
- Views of Los Angeles, Cal. (1912)
- The Maid's Stratagem, regia di Frederick A. Thomson (1912)
- The Thirst for Gold, regia di Edward LeSaint (1912)
- The Flaming Arc (1912)
- Divorced (1912)
- The Peril, regia di Otis Turner (1912)
- Up Against It, regia di Otis Turner (1912)
- The Art of Silver Plate Making documentario (1912)
- Betty, the Farmerette (1912)
- The Breakdown, regia di Otis Turner (1912)
- The Return of Captain John, regia di Francis J. Grandon (1912)
- The Shriners' Convention in California documentario (1912)
- Presidential Possibilities documentario (1912)
- Fun in a United States Military Camp documentario (1912)
- Nothing Shall Be Hidden, regia di Harry A. Pollard (1912)
- Let No Man Put Asunder, regia di Otis Turner (1912)
- How Shorty Won Out (1912)
- Bull Fight in Nuevo Laredo, Mexico documentario (1912)
- Fanchon the Cricket, regia di Herbert Brenon (1912)
- The Schemers, regia di Otis Turner (1912)
- Portuguese Joe (1912)
- His Other Self, regia di King Baggot (1912)
- Printing Uncle Sam's Paper Money documentario (1912)
- Cow Land (1912)
- Clownland, regia di Otis Turner (1912)
- The Dividing Line, regia di Herbert Brenon (1912)
- A Child's Influence  (1912)
- Love, War and a Bonnet, regia di Harry A. Pollard (1912)
- Betty, the Coxswain, regia di Herbert Brenon (1912)
- Printing and Engraving U.S. Government Stamps documentario (1912)
- Home Again, regia di William Robert Daly (1912)
- Betty, the Dunker (1912)
- The Parson and the Medicine Man, regia di Edward LeSaint – cortometraggio (1912)
- Five Live Wires (1912)
- Caught in a Flash, regia di Otis Turner (1912)
- The Wrong Weight, regia di William Robert Daly (1912)
- Governor Wilson at His Summer Home documentario (1912)
- Hearts in Conflict, regia di Edward LeSaint (1912)
- Winning the Latonia Derby, regia di Otis Turner (1912)
- The Foreign Invasion (1912)
- Building a Church in a Day documentario (1912)
- The Traitor's Fate (1912)
- The Heart of a Gypsy, regia di Herbert Brenon (1912)
- Love's Diary (1912)
- A Case of Dynamite, regia di Herbert Brenon (1912)
- Reunited by the Sea, regia di Herbert Brenon (1912)
- Adrift (1912)
- The Cure That Failed (1912)
- In and Around Chicago, Ill. documentario (1912)
- The Hindoo's Prize (1912)
- Blood Is Thicker Than Water (1912)
- How Jones Saw the Ball Game (1912)
- Ferdie's Family Feud (1912)
- Big Hearted Jim, regia di Harry A. Pollard (1912)
- In Old Tennessee, regia di Otis Turner (1912)
- Kidnapping Dolly (1912)
- In and Around Charleston, S.C. documentario (1912)
- The Padrone's Daughter, regia di Herbert Brenon (1912)
- The Castaway (1912)
- The Great Geysers of Yellowstone Park documentario (1912)
- Chappie the Chaperone, regia di Herbert Brenon (1912)
- Making Good (1912)
- A Happy Family (1912)
- Her Burglar (1912)
- A Case of Smallpox (1912)
- The Love Test, regia di Herbert Brenon e E. Mason Hopper (1912)
- Tares of the Wheat (1912)
- Queenie and the Cannibal (1912)
- Lem's Hot Chocolate (1912)
- The Intrigue (1912)
- Foolin' Around (1912)
- Human Hearts, regia di Otis Turner (1912)
- Cupid Ups the Ante (1912)
- Dolly the Tomboy (1912)
- Dick's Predicament (1912)
- The Millionaire Cop (1912)
- Sweet Alice Ben Bolt (1912)
- The Exchange of Labels (1912)
- The Blind Musician, regia di Herbert Brenon (1912)
- Getting Mary Married (1912)
- The Parson and the Moonshiner, regia di James Kirkwood (1912)
- Lie Not to Your Wife (1912)
- Curing Hubby (1912)
- The Cruel Stepmother (1912)
- A Country Girl (1912)
- He Had But Fifty Cents (1912)
- A Day in an Infant Asylum (1912)
- The Wrecker's Daughter documentario (1912)
- The Wreckers (1912)
- The Awaited Call (1912)
- The Bridal Room, regia di William Robert Daly (1912)
- A Fight for Money (1912)
- The Bronx Cocktail (1912)
- A Bad Tangle (1912)
- The Old Sweetheart, regia di James Kirkwood (1912)
- The Fugitives, regia di Herbert Brenon (1912)
- Going to the Races (1912)
- The Postman (1912)
- An Eventful Bargain Day (1912)
- The Pickaninnies and the Watermelon (1912)
- King the Detective and the Smugglers (1912)
- Joe, the Pirate (1912)
- Early in the Morning (1912)
- Yvonnes, the Foreign Spy (1912)
- John Sterling, Alderman, regia di James Kirkwood (1912)
- Taft's Day at Brockton Fair documentario (1912)
- Ferdie, Be Brave (1912)
- A Strange Case (1912)
- Leah, the Forsaken, regia di Herbert Brenon (1912)
- How Ned Got the Raise (1912)
- Half Shot (1912)
- When Cupid Runs Wild (1912)
- Officer One Seven Four, regia di George Loane Tucker (1912)
- Ole, the Hypnotist (1912)
- Just Like the West (1912)
- The Open Road (1912)
- The Candy Girl (1912)
- The Cranberry Industry documentario (1912)
- One of the Bravest (1912)
- Mamma's Boy (1912)
- Vengeance, regia di Herbert Brenon (1912)
- The Double Cross (1912)
- The Bullet-Proof Coat (1912)
- No Greater Love, regia di Herbert Brenon (1912)
- Through Shadowed Vales (1912)
- The Election Bet (1912)
- A Trip Through the Cincinnati Zoo documentario (1912)
- The World Weary Man (1912)
- Lass o' the Light , regia di Herbert Brenon (1912)
- Aunt Dinah's Plot (1912)
- A Day at West Point documentario (1912)
- The Long Strike, regia di Herbert Brenon (1912)
- The New Fire Chief (1912)
- The More Haste the Less Speed (1912)
- The Old Folks' Christmas, regia di George Loane Tucker (1912)
- The New Magdalen, regia di Herbert Brenon (1912)
- A Widow's Wiles (1912)
- As the Doctor Ordered (1912)
- Jones' Wedding Day (1912)

## 1913
- The Bearer of Burdens, regia di George Loane Tucker – cortometraggio (1913)
- What Katy Did – cortometraggio (1913)
- Prize Winners at the Poultry Show – cortometraggio (1913)
- She Slept Through It All – cortometraggio (1913)
- Hearts of the Northland (1913)
- The Baldheaded Club (1913)
- Society Day at Piping Rock (1913)
- The See Saw of Life (1913)
- The Foundling – cortometraggio (1913)
- A Little Mother Wants a Home (1913)
- The Phosphate Industry documentario (1913)
- The Boob's Inheritance (1913)
- Love's Lottery Ticket (1913)
- Rags and Riches, regia di Herbert Brenon (1913)
- The Hero of the Hour (1913)
- Fixing the Flirts (1913)
- A Double Deception (1913)
- Gold Is Not All, regia di Wilfred Lucas – cortometraggio (1913)
- Dr. Bunion – cortometraggio (1913)
- A Winning Ruse – cortometraggio (1913)
- A Spicy Time (1913)
- The Man Outside (1913)
- The Marriage Lottery (1913)
- Cocoa Industry at Panama documentario (1913)
- Fresh Air Filkins (1913)
- In a Woman's Power, regia di Herbert Brenon (1913)
- Binks Did It  (1913)
- Ben, the Stowaway (1913)
- Hello Central, Give Me Heaven (1913)
- An Imp Romance (1913)
- Binks, the Strikebreaker (1913)
- Sisters (1913)
- King Danforth Retires (1913)
- Mardi Gras, New Orleans documentario (1913)
- Binks, the Tightwad (1913)
- Now I Lay Me Down to Sleep (1913)
- Dr. Jekyll and Mr. Hyde, regia di Herbert Brenon (1913)
- In Old Panama documentario (1913)
- Binks, the Black Hand (1913)
- The Fringe of Sin (1913)
- From Death - Life (1913)
- Leo's Vacation (1913)
- Binks' Gouty Foot (1913)
- Kathleen Mavourneen, regia di Herbert Brenon (1913)
- The Satchel Game (1913)
- Saved by Parcel Post (1913)
- Leo's Love Letter (1913)
- Damages in Full (1913)
- To Reno and Back (1913)
- Nervous Leo (1913)
- Innocent Dad (1913)
- Cupid in Uniform (1913)
- A Study in Crayon, regia di Henry 'Hy' Mayer - animazione (1913)
- The Bishop's Candlesticks, regia di Herbert Brenon (1913)
- Binks, the Terrible Turk (1913)
- The Wanderer (1913)
- Aunt Kate's Mistake (1913)
- The Mysterious Card (1913)
- Leo's Waterloo (1913)
- Blood Will Tell, regia di Herbert Brenon (1913)
- The Leader of His Flock (1913)
- On an Alligator Farm documentario (1913)
- Fixing the Fakirs (1913)
- The Regeneration of John Storm (1913)
- A Sprig of Shamrock, regia di William Robert Daly (1913)
- Why Men Leave Home (1913)
- Pottery Industry documentario (1913)
- The Cub, regia di Harold M. Shaw (1913)
- The Rise of Officer 174 (1913)
- Opening of the 1913 Baseball Season (1913)
- Her Lover's Voice (1913)
- Eureka! (1913)
- The Whole Truth, regia di George Loane Tucker (1913)
- The Oyster Industry (1913)
- Leo Makes Good (1913)
- A Woman Loved (1913)
- The Heart That Sees (1913)
- Beetles (1913)
- The Twins (1913)
- She Never Knew, regia di Herbert Brenon (1913)
- Just for Luck (1913)
- Hy Mayer: His Magic Hand, regia di Henry 'Hy' Mayer (1913)
- Secret Service Sam, regia di Herbert Brenon (1913)
- The Magnetic Maid (1913)
- Hy Mayer: His Magic Hand, regia di Henry 'Hy' Mayer (1913)
- Just a Fire Fighter (1913)
- Self-Accused (1913)
- The Count Retires (1913)
- Pen Talks by Hy Mayer, regia di Henry 'Hy' Mayer (1913)
- The Comedian's Mask, regia di Herbert Brenon (1913)
- Binks Runs Away (1913)
- The Higher Law (1913)
- The War of the Beetles (1913)
- Hy Mayer's Cartoons, regia di Henry 'Hy' Mayer (1913)
- The Jealousy of Jane (1913)
- The Sorrows of Israel, regia di Sidney M. Goldin (1913)
- Filmograph Cartoons, regia di Henry 'Hy' Mayer (1913)
- His Mother's Love (1913)
- The Angel of Death, regia di Herbert Brenon (1913)
- Leo's Great Cure (1913)
- Fun in Film by Hy Mayer, regia di Henry 'Hy' Mayer (1913)
- The Old Melody, regia di Harold M. Shaw (1913)
- Jane Marries (1913)
- Sketches from Life by Hy Mayer, regia di Henry 'Hy' Mayer (1913)
- Lightning Sketches by Hy Mayer, regia di Henry 'Hy' Mayer (1913)
- Leo, the Indian (1913)
- His Mother's Birthday (1913)
- The Wop (1913)
- Oh! You Flirt (1913)
- Lightning Sketches by Hy Mayer, regia di Henry 'Hy' Mayer (1913)
- A Possibility, regia di George Loane Tucker (1913)
- Her Nerve (1913)
- In Cartoonland with Hy Mayer, regia di Henry 'Hy' Mayer (1913)
- Binks Ends the War (1913)
- The Yogi, regia di George Loane Tucker (1913)
- The Last of the Madisons, regia di Herbert Brenon (1913)
- Summer Caricatures, regia di Henry 'Hy' Mayer (1913)
- Baron Bink's Bride (1913)
- The Stranger (1913)
- Lord Barry's Low Acquaintance (1913)
- That Chinese Laundry (1913)
- Funny Fancies by Hy Mayer, regia di Henry 'Hy' Mayer (1913)
- United at Gettysburg, regia di Frank Smith (1913)
- A Modern Romance, regia di William Robert Daly (1913)
- The Cook Question (1913)
- The Adventures of Mr. Phiffles, regia di Henry 'Hy' Mayer (1913)
- Mating, regia di Fay Wallace (1913)
- 'Lizbeth (1913)
- Poor Jake's Demise, regia di Allen Curtis – cortometraggio (1913)
- In Laughland with Hy Mayer, regia di Henry 'Hy' Mayer (1913)
- The Flower Girl and the Counterfeiter (1913)
- In Search of Quiet (1913)
- The Statue, regia di Allen Curtis (1913)
- Pen Talks by Hy Mayer, regia di Henry 'Hy' Mayer (1913)
- Uncle Tom's Cabin, regia di Otis Turner (1913)
- His Mother's Song (1913)
- Hy Mayer: His Merry Pen, regia di Henry 'Hy' Mayer (1913)
- Binks Advertises for a Wife (1913)
- Binks Adventures for a Day (1913)
- The Trail of the Serpent, regia di Al Christie – cortometraggio (1913)
- The Pursuit of Jane (1913)
- Humors of Summer, regia di Henry 'Hy' Mayer (1913)
- Binks, the Hawkshaw (1913)
- Robespierre, regia di Herbert Brenon (1913)
- The Shells, regia di Frank Smith (1913)
- The Avenging Sword (1913)
- Hy Mayer's Cartoons, regia di Henry 'Hy' Mayer (1913)
- Binks Elevates the Stage (1913)
- The Fatal Verdict, regia di Frank Smith (1913)
- Escaped from the Asylum (1913)
- Binks and the Bathing Girls (1913)
- Antics in Ink by Hy Mayer, regia di Henry 'Hy' Mayer (1913)
- Ivanhoe, regia di Herbert Brenon (1913)
- The Miser's Son (1913)
- Jolly Jottings by Hy Mayer, regia di Henry 'Hy' Mayer (1913)
- Binks Plays Cupid (1913)
- In Peril of the Sea, regia di George Loane Tucker (1913)
- The Bleeding Hearts, or Jewish Freedom Under King Casimir of Poland (1913)
- Whimsicalities by Hy Mayer, regia di Henry 'Hy' Mayer (1913)
- His Priceless Treasure, regia di Allen Curtis (1913)
- Their Parents, regia di George Loane Tucker (1913)
- Thou Shalt Not Rubber (1913)
- Hilarities by Hy Mayer, regia di Henry 'Hy' Mayer (1913)
- Hidden Fires, regia di George Loane Tucker – cortometraggio (1913)
- The Daredevil Mountaineer (1913)
- The Beggar and the Clown (1913)
- Leaves from Hy Mayer's Sketchbook, regia di Henry 'Hy' Mayer (1913)
- Big Sister, regia di George Loane Tucker (1913)
- The Anarchist, regia di Herbert Brenon (1913)
- Jane of Moth-Eaten Farm, regia di George Loane Tucker (1913)
- His Hour of Triumph, regia di George Loane Tucker (1913)
- The Temptation of Jane, regia di George Loane Tucker (1913)
- The Old Parlor, regia di William Robert Daly (1913)
- On Pine Mountain (1913)
- Levi and McGinniss Running for Office (1913)
- Who Killed Olga Carew? (1913)
- The Child Stealers of Paris, regia di Herbert Brenon (1913)
- Traffic in Souls, regia di George Loane Tucker (1913)
- Jane's Brother, the Paranoiac, regia di George Loane Tucker (1913)
- Night Shadows of New York (1913)
- Love vs. Law (1913)
- Plain Jane (1913)
- The Return of Tony, regia di King Baggot (1913)
- Time Is Money, regia di Herbert Brenon (1913)
- The Story of David Greig, regia di Walter MacNamara (1913)
- Mr. and Mrs. Innocence Abroad, regia di King Baggot (1913)
- The Actor's Christmas (1913)
- Love or a Throne, regia di Herbert Brenon (1913)
- King the Detective in the Jarvis Case, regia di King Baggot (1913)

## 1914
- Topical Topics, regia di Henry 'Hy' Mayer (1914)
- The Trials of Alexander (1914)
- The Old Guard (1914)
- Pen Laughs, regia di Henry 'Hy' Mayer (1914)
- Out of the Far East, regia di Frank Hall Crane (1914)
- Slim Slam 'Em Slammed (1914)
- Watch Dog of the Deep, regia di Herbert Brenon (1914)
- The Militant, regia di William Robert Daly (1914)
- Percy Needed a Rest, regia di Walter Morton (1914)
- Getting Rid of His Mother-in-Law (1914)
- Absinthe, regia di Herbert Brenon e George Edwardes-Hall (1914)
- The Doctor's Deceit (1914)
- A Hot Finish (1914)
- King the Detective in Formula 879, regia di King Baggot (1914)
- Jane Eyre, regia di Frank Hall Crane (1914)
- The Elixir of Love (1914)
- The Box Couch (1914)
- The Price of Sacrilege, regia di Herbert Brenon (1914)
- The Touch of a Child (1914)
- Rounding Up Bowser (1914)
- Testing Bill's Courage (1914)
- The Opal Ring, regia di Frank Hall Crane (1914)
- The Flaming Diagram (1914)
- Jealousy and Giant Powder (1914)
- The Gambler (1914)
- The Silver Loving Cup, regia di Frank Hall Crane (1914)
- King the Detective in the Marine Mystery, regia di King Baggot (1914)
- For Life and Liberty (1914)
- Forgetting, regia di Hobart Henley (1914)
- The Blood Test, regia di King Baggot (1914)
- The Baited Trap (1914)
- Where There's a Will There's a Way, regia di Hobart Henley (1914)
- Notoriety (1914)
- The Sea of Bohemia (1914)
- Miss Nobody from Nowhere, regia di Ray C. Smallwood – cortometraggio (1914)
- The Stranger at Hickory Nut Gap (1914)
- Temper vs. Temper, regia di Hobart Henley e Ray C. Smallwood – cortometraggio (1914)
- Through the Eyes of the Blind, regia di Frank Hall Crane (1914)
- The Dawn of Romance, regia di George Loane Tucker (1914)
- Lodge Looney Luther (1914)
- Vasco, the Vampire (1914)
- Through the Snow (1914)
- On the Chess Board of Fate (1914)
- Beneath the Mask (1914)
- Love and a Lottery Ticket, regia di Herbert Brenon (1914)
- A Mexican Warrior (1914)
- The Dawn of the New Day (1914)
- His Last Chance, regia di Frank Hall Crane (1914)
- The Man Who Lost, But Won (1914)
- Across the Atlantic, regia di Herbert Brenon (1914)
- The Fatal Step (1914)
- Papa's Darling, regia di Ray C. Smallwood (1914)
- The Skull, regia di Frank Hall Crane (1914)
- The Adventures of a Girl Reporter (1914)
- One Best Bet (1914)
- The Lady of the Island, regia di Frank Hall Crane (1914)
- The Old Rag Doll, regia di Herbert Brenon (1914)
- When the World Was Silent, regia di Herbert Brenon (1914)
- The Universal Boy, regia di Frank Hall Crane (1914)
- The Gateway of Regret (1914)
- When Romance Came to Anne, regia di William Drew (1914)
- The Universal Boy (1914)
- When the Heart Calls, regia di Herbert Brenon (1914)
- In All Things Moderation, regia di Frank Hall Crane (1914)
- Universal Boy Joins the Boy Scouts (1914)
- Love's Refrain (1914)
- On the High Seas, regia di Frank Hall Crane (1914)
- Jim Webb, Senator, regia di King Baggot (1914)
- Universal Boy Solves the Chinese Mystery (1914)
- Tempest and Sunshine, regia di Frank Hall Crane (1914)
- The Silent Valley, regia di King Baggot (1914)
- The Universal Boy in the Juvenile Reformer (1914)
- The Man Who Was Misunderstood, regia di King Baggot (1914)
- Redemption, regia di Herbert Brenon (1914)
- Universal Boy as the Newsboy's Friend (1914)
- The Dark Horse (1914)
- Topical War Cartoons, regia di Henry 'Hy' Mayer (1914)
- The Tenth Commandment, regia di Herbert Brenon (1914)
- Shadows, regia di George Edwardes-Hall (1914)
- The Universal Boy in Rural Adventures (1914)
- The Futility of Revenge, regia di Fred Church (1914)
- Country Innocence (1914)
- The Universal Boy in the Gates of Liberty (1914)
- In Self Defense, regia di Herbert Brenon (1914)
- Topical War Cartoons No. 2, regia di Henry 'Hy' Mayer (1914)
- The Turn of the Tide, regia di George Lessey (1914)
- Universal Boy in the Mystery of the New York Docks (1914)
- Peg o' the Wilds, regia di Herbert Brenon (1914)
- The Treasure Train, regia di George Lessey (1914)
- Universal Boy in Cupid and the Fishes (1914)
- Human Hearts, regia di King Baggot (1914)
- War Cartoons by Hy Mayer, regia di Henry 'Hy' Mayer (1914)
- The Coward (1914)
- Universal Boy in the Young Philanthropist (1914)
- The Philanthropist (1914)
- The Outcome (1914)
- Three Men Who Knew, regia di Frank Hall Crane (1914)
- The Mill Stream, regia di George Lessey (1914)
- Within the Gates of Paradise (1914)
- The Submarine Spy (1914)
- Winning the Prize – cortometraggio (1914)
- The Doctor's Crime, regia di Charles Weston (1914)

## 1915
- Night and Morning, regia di Wilfred Noy (1915)
- Three Times and Out – cortometraggio (1915)
- She Was His Mother, regia di Herbert Brenon (1915)
- A Gentleman of Art, regia di Stuart Paton – cortometraggio (1915)
- On Dangerous Ground, regia di Lucius Henderson (1915)
- The House of Fear, regia di Stuart Paton (1915)
- The Millionaire Engineer, regia di George Lessey (1915)
- The Story the Silk Hats Told, regia di George Lessey (1915)
- The Awaited Hour, regia di Herbert Brenon (1915)
- Heart Punch, regia di Stuart Paton (1915)
- The Stake (1915)
- The Son of His Father (1915)
- An Oriental Romance, regia di George Lessey (1915)
- The Fibber and the Girl (1915)
- The Treason of Anatole (1915)
- Pressing His Suit, regia di George Lessey (1915)
- A Photoplay Without a Name, or: A $50.00 Reward, regia di Stuart Paton (1915)
- The Destroyer, regia di William Garwood (1915)
- The Five Pound Note, regia di George Lessey (1915)
- Wifey's Fling (1915)
- The Black Pearl, regia di Stuart Paton (1915)
- One Night, regia di George Lessey (1915)
- Uncle John, regia di William Garwood (1915)
- The Supreme Impulse, regia di Lucius Henderson (1915)
- The City of Terrible Night, regia di George Lessey (1915)
- The Story the Clock Told, regia di Stuart Paton (1915)
- Her Golf Birthday (1915)
- The Broken Toy, regia di Lucius Henderson (1915)
- The Streets of Make Believe, regia di George Lessey (1915)
- The Bombay Buddha, regia di Stuart Paton (1915)
- Wild Blood, regia di William Garwood (1915)
- The Adventure of the Yellow Curl Papers, regia di Clem Easton (1915)
- The Troublesome Parrot (1915)
- Love's Reflection (1915)
- At the Banquet Table, regia di George Lessey (1915)
- The Blank Page, regia di Lucius Henderson (1915)
- Tony, regia di George Lessey (1915)
- Uncle's New Blazer, regia di William Garwood (1915)
- The Corsican Brothers, regia di George Lessey (1915)
- Destiny's Trump Card, regia di William Garwood (1915)
- Courtmartialed, regia di Stuart Paton (1915)
- Fifty-Fifty, regia di George Lessey (1915)
- You Can't Always Tell, regia di William Garwood (1915)
- The Pursuit Eternal, regia di Stuart Paton (1915)
- The Alibi, regia di Clem Easton (1915)
- A Life in the Balance, regia di George Lessey (1915)
- The Twelfth Hour (1915)
- A Strange Disappearance, regia di George Lessey (1915)
- The Riddle of the Silk Stockings, regia di George Lessey (1915)
- The White Terror, regia di Stuart Paton (1915)
- Mismated, regia di George Lessey (1915)
- Larry O'Neill -- Gentleman, regia di Clem Easton (1915)
- Conscience, regia di Stuart Paton (1915)
- The Marble Heart, regia di George Lessey (1915)
- The Wrong Label, regia di Clem Easton (1915)
- Copper (1915)
- His New Automobile, regia di George Lessey (1915)
- The Eleventh Dimension, regia di Clem Easton (1915)
- What Might Have Been, regia di Sidney M. Goldin (1915)
- Thou Shalt Not Lie, regia di Clem Easton (1915)
- The New Jitney in Town, regia di George Lessey (1915)
- The Hunchback's Romance, regia di Sidney M. Goldin (1915)
- Her Wonderful Day, regia di Herbert Garber (1915)
- To 'Frisco by the Cartoon Route, regia di Henry 'Hy' Mayer (1915)
- Driven by Fate, regia di John G. Adolfi (1915)
- The Country Girl, regia di Clem Easton (1915)
- A Substitute Widow, regia di Stuart Paton (1915)
- Billy's Love Making, regia di William Garwood (1915)
- The Only Child, regia di George Lessey (1915)
- Crime's Triangle, regia di King Baggot (1915)
- The Suburban, regia di George Lessey (1915)
- His Home Coming, regia di George Lessey (1915)
- When the Call Came, regia di Sidney M. Goldin (1915)
- Billy's College Job, regia di Sidney M. Goldin (1915)
- An All Around Mistake, regia di George Lessey (1915)
- The Wolf of Debt, regia di Jack Harvey (1915)
- The Unnecessary Sex, regia di Jack Harvey (1915)
- The Craters of Fire (1915)
- Bashful Glen, regia di John G. Adolfi (1915)
- The Meddler, regia di Brinsley Shaw (1915)
- By Return Male, regia di Roy Clements (1915)
- When Beauty Butts In, regia di Roy Clements (1915)
- The Reward, regia di Henry MacRae – cortometraggio (1915)
- Getting His Goat, regia di Jack Harvey (1915)
- Bill's Plumber and Plumber's Bill (1915)
- Blood Heritage, regia di Brinsley Shaw (1915)
- When Willie Went Wild, regia di Roy Clements (1915)
- Man or Money?, regia di Henry MacRae (1915)
- Safety First and Last, regia di Roy Clements (1915)
- Slim Fat or Medium, regia di Roy Clements (1915)
- The Little Lady Across the Way, regia di Matt Moore (1915)
- Almost a Papa, regia di Henry MacRae (1915)
- The Vacuum Test, regia di Leon De La Mothe (1915)
- When Love Laughs (1915)
- A Tribute to Mother, regia di Raymond L. Schrock (1915)

## 1916
- The Law of Life, regia di Henry MacRae (1916)
- Vanity Thy Name Is? (1916)
- Hired, Tired and Fired, regia di Jay Hunt (1916)
- The Soul Man, regia di Henry MacRae (1916)
- Artistic Interference, regia di Lucius Henderson (1916)
- The Trail of the Wild Wolf, regia di Robert F. Hill (1916)
- Cinders, regia di Robert F. Hill (1916)
- Plot and Counter Plot (1916)
- I'll Get Her Yet (1916)
- The Land Above the Clouds (1916)
- Some Heroes, regia di Roy Clements (1916)
- The Hoax House, regia di Henry MacRae (1916)
- Sunlight and Shadows, regia di Brinsley Shaw (1916)
- The Doll Doctor, regia di Jack Harvey (1916)
- Her Invisible Husband, regia di Matt Moore (1916)
- Patterson of the News, regia di Henry MacRae (1916)
- Ain't He Grand?, regia di Roy Clements (1916)
- The Crimson Trail, regia di Winthrop Kelley (1935)
- The Gasoline Habit, regia di Roy Clements (1916)
- Scorched Wings, regia di Brinsley Shaw (1916)
- The Town That Tried to Come Back, regia di Roy Clements (1916)
- Dare Devils of War (1916)
- The Poet's Progress, regia di Matt Moore (1916)
- Mignonette, regia di Winthrop Kelley (1916)
- Held for Damages, regia di Jack Harvey (1916)
- The Doctor of the Afternoon Arm, regia di Robert F. Hill (1916)
- Love Laughs at Dyspepsia, regia di Roy Clements (1916)
- The Haunted Bell, regia di Henry Otto (1916)
- His World of Darkness, regia di Ben F. Wilson (1916)
- Billy's War Brides, regia di William Garwood (1916)
- Why Mrs. Kentworth Lied, regia di Matt Moore (1916)
- Through Flames to Love, regia di Henry MacRae (1916)
- When Slim Was Home Cured, regia di Roy Clements (1916)
- Won with a Make-Up, regia di Henry Otto (1916)
- Just Kitty, regia di Robert F. Hill (1916)
- When a Wife Worries, regia di Hal Clotworthy (1916)
- The Go-Between, regia di William Garwood (1916)
- The Capital Prize, regia di Edwin Stevens (1916)
- When Slim Picked a Peach, regia di Roy Clements
- Claudia, regia di Robert F. Hill (1916)
- The Health Road, regia di Allen Holubar (1916)
- The Unconventional Girl, regia di Robert F. Hill (1916)
- A Double Fire Deception, regia di Allen Holubar (1916)
- Jim Slocum No. 46393, regia di Robert Cummings (1916)
- His Little Story, regia di Matt Moore (1916)
- Her Wonderful Secret, regia di Winthrop Kelley (1916)
- The Devil's Image, regia di Henry Otto (1916)
- A College Boomerang, regia di Winthrop Kelley (1916)
- His Picture, regia di William Garwood (1916)
- Behind the Secret Panel, regia di George Ridgwell (1916)
- The Heart Wrecker, regia di George Ridgwell (1916)
- The Rogue with a Heart, regia di Robert F. Hill (1916)
- Peggy and the Law, regia di George Ridgwell (1916)
- Blind Man's Bluff, regia di Harry Solter (1916)
- The Clever Mrs. Carter, regia di George Ridgwell (1916)
- The Man Across the Street, regia di Henry Otto (1916)
- The River Goddess, regia di Matt Moore (1916)
- A Stranger in His Own Home, regia di Matt Moore (1916)
- The Little Grey Mouse, regia di Winthrop Kelley (1916)
- Two Seats at the Opera, regia di William Garwood (1916)
- His Own Story, regia di George Lessey (1916)
- Lee Blount Goes Home, regia di William Worthington (1916)
- Won by Valor, regia di Robert F. Hill (1916)
- The Circular Room, regia di Ben F. Wilson (1916)
- Mutiny, regia di Jay Hunt (1916)
- A Lucky Gold Piece, regia di Ben F. Wilson (1916)
- A Daughter of the Night, regia di Francis Powers (1916)
- The Finishing Touch, regia di George Cochrane (1916)
- The Speed King, regia di Richard Stanton (1916)
- The Toll of the Law, regia di Francis Powers (1916)
- Good and Evil, regia di Francis Powers (1916)
- The Panel Game, regia di Jacques Jaccard (1916)
- The Call of the Past, regia di William Lowery e Charles W. Mack (1916)
- The Pinnacle, regia di Richard Stanton (1916)
- As the Candle Burned, regia di Joseph Le Brandt (1916)
- The Angel of the Attic, regia di Francis J. Grandon (1916)
- A Desperate Remedy, regia di Charles Bartlett (1916)
- A Soul at Stake, regia di William Garwood (1916)
- The Missing Witness, regia di Herbert Brenon (1916)
- The Decoy, regia di William Garwood (1916)
- The Elusive Enemy, regia di Grace Cunard (1916)
- The Governor's Decision, regia di Herbert Brenon (1916)
- Attraverso le pareti più solide (Through Solid Walls), regia di Walter Morton (1916)
- Stumbling, regia di Leon De La Mothe (1916)
- The Voice Upstairs, regia di Herbert Brenon (1916)
- The Eel, regia di Harry F. Millarde (1916)
- Guilty, regia di Henry MacRae (1916)
- The Thread of Life, regia di Ben F. Wilson (1916)
- When He Came Back, regia di John McDermott (1916)
- Circumstantial Guilt, regia di George Cochrane (1916)
- The Mansard Mystery, regia di Stuart Paton (1916)
- The Wall of Flame (1916)
- The Call of the Unborn, regia di Millard K. Wilson (1916)
- Bubbles, regia di Herbert Brenon (1916)
- Scratched, regia di Fred Kelsey (1916)
- In the Dead o' Night, regia di Douglas Gerrard (1916)
- Toto of the Byways, regia di Lee Kohlmar (1916)

## 1917
- The Moral Right, regia di Douglas Gerrard (1917)
- The Whelp, regia di Millard K. Wilson (1917)
- Honorably Discharged, regia di Fred Kelsey (1917)
- John Bates' Secret (1917)
- Midnight, regia di Allen Holubar (1917)
- A Slave of Fear, regia di Fred Kelsey (1917)
- Black Evidence, regia di John McDermott (1917)
- The Fugitive, regia di Fred Kelsey (1917)
- The Diamond Thieves, regia di Robert Z. Leonard (1917)
- The Forbidden Game, regia di Harry F. Millarde (1917)
- The Diamonds of Destiny, regia di Maxwell Ryder (1917)
- Avarice, regia di E. Magnus Ingleton e Leslie T. Peacocke (1917)
- When Thieves Fall Out, regia di Jack Harvey (1917)
- The Girl Reporter's Scoop, regia di Fred Kelsey (1917)
- The Folly of Fanchette, regia di John McDermott (1917)
- A Dangerous Double, regia di Robert F. Hill (1917)
- An Hour of Terror (1917)
- Evil Hands, regia di John McDermott (1917)
- Tangled Threads, regia di Allan Forrest (1917)
- The Last Cigarette, regia di George Bronson Howard (1917)
- Perils of the Secret Service, regia di Hal Mohr, George Bronson Howard e Jack Wells (1917)
- The Sins of a Brother, regia di Herbert Brenon (1917)
- The Clash of Steel, regia di George Bronson Howard (1917)
- The Dreaded Tube, regia di George Bronson Howard (191])
- David's Idle Dream, regia di Walter Morton (1917)
- The Crimson Blade, regia di George Bronson Howard (1917)
- The Man in the Trunk, regia di George Bronson Howard (1917)
- The Signet Ring, regia di George Bronson Howard (1917)
- The International Spy, regia di George Bronson Howard (1917)
- The Rogue's Nest, regia di Donald MacDonald (1917)
- A Midnight Mystery, regia di William V. Mong (1917)
- Flames of Treachery, regia di Donald MacDonald (1917)
- The Girl in the Garret, regia di George Cochrane (1917)
- The Puzzle Woman, regia di Francis Ford (1917)
- The Case of Doctor Standing, regia di Charles Weston (1917)
- Doomed, regia di George Cochrane (1917)
- The Hunted Man, regia di Donald MacDonald (come Donald McDonald)
- The Thief Maker, regia di George Cochrane (1917)
- Her Strange Experience, regia di Maxwell Ryder (1917)
- The Double-Topped Trunk, regia di Allen Holubar (1917)
- The Girl in the Limousine, regia di George Cochrane (1917)
- Hatton of Headquarters, regia di Donald MacDonald (1917)

## Distribuzione
- Hiawatha, regia di William V. Ranous (1909)
- Love's Stratagem, regia di Harry Solter (1909)
- The Forest Ranger's Daughter, regia di Harry Solter (1909)
- Her Generous Way, regia di Harry Solter
- His Last Game (1909)
- Lest We Forget, regia di Harry Solter (1909)
- The Awakening of Bess, regia di Harry Solter (1909)
- The Winning Punch, regia di Harry Solter (1910)
- The Right of Love, regia di Harry Solter (1910)
- The Tide of Fortune, regia di Harry Solter (1910)
- Never Again, regia di Harry Solter (1910)
- The Coquette's Suitors, regia di Harry Solter (1910)
- Justice in the Far North, regia di Harry Solter (1910)
- The Blind Man's Tact, regia di Harry Solter (1910)
- Jane and the Stranger, regia di Harry Solter (1910)
- The Governor's Pardon, regia di Harry Solter (1910)
- Stung!
- Mother Love, regia di Harry Solter (1910)
- The Broken Oath, regia di Harry Solter (1910)
- The Time-Lock Safe, regia di Harry Solter (1910)
- His Sick Friend, regia di Harry Solter (1910) (1910)
- The Stage Note, regia di Harry Solter (1910) (1910)
- Transfusion, regia di Harry Solter (1910) (1910)
- The Miser's Daughter, regia di Harry Solter (1910)
- His Second Wife, regia di Harry Solter (1910)
- The Rosary, regia di Harry Solter (1910)
- The Maelstrom, regia di Harry Solter (1910)
- Fruit and Flowers, regia di Harry Solter – cortometraggio (1910)
- A Game of Hearts, regia di Harry Solter – cortometraggio (1910)
- The Fur Coat, regia di Harry Solter – cortometraggio (1910)
- Mendelssohn's Spring Song – cortometraggio (1910)